# Karin Kschwendt
Karin Kschwendt (* 14. September 1968 in Sorengo, Schweiz) ist eine ehemalige Tennisspielerin, die für Deutschland, für Österreich und für Luxemburg antrat.

## Leben und Karriere
Kschwendt zog 1970 mit dem österreichischen Vater, der Atomphysiker war, und ihrer deutschen Mutter vom Tessin nach Luxemburg, wo sie aufwuchs.
Mit dem Einzug in die dritte Runde des Grand-Slam-Turniers von Wimbledon erzielte Kschwendt 1990 ihren ersten großen Erfolg im Einzel. Im selben Jahr erreichte sie bei den US Open die zweite Runde. Bei dem mit 100.000 US-Dollar dotierten WTA-Turnier in Auckland erreichte sie 1993 das Halbfinale, scheiterte dann jedoch an Caroline Kuhlman. Beim Belgian Ladies Open 1993 erreichte sie das Finale, wo sie Radka Bobková unterlag. 1994 gelang ihr bei den French Open noch einmal der Einzug in die dritte Runde eines Grand-Slam-Turniers ebenso wie 1991 und 1996 bei den Australian Open.
Im Doppel gewann sie in ihrer Karriere 6 WTA Turniere: Die ersten beiden Titel gewann sie 1990 an der Seite von Laura Garrone in Athen und in Palermo. 1992 gewann sie zusammen mit Petra Schwarz aus Österreich den Doppelwettbewerb beim WTA-Turnier in Prag. 1993 siegte sie an der Seite von Natalija Medwedjewa in Palermo und mit Rachel McQuillan in Hongkong. 1995 gewann sie in Puerto Rico den Titel mit Rene Simpson. Im Mixed erreichte sie 1991 mit Sven Salumaa in Wimbledon die 3. Runde wie auch 1996 mit Marcos Ondruska.
Kschwendt wurde 1991 und 1993 Deutsche Meisterin im Dameneinzel.
Am 19. Februar 1996 erreichte sie mit Platz 45 ihre beste Notierung in der Doppelweltrangliste und ein halbes Jahr später, am 12. August 1996, mit Position 37 ihr bestes Einzel-Ranking.
Insgesamt erspielte Kschwendt in ihrer Profikarriere ein Preisgeld von 674.599 US-Dollar.
Für die luxemburgische Fed-Cup-Mannschaft gelangen ihr zwischen 1986 und 1997 in 31 Partien 16 Siege.
Nach einem Studium an der FH Wiener Neustadt wurde Kschwendt, die seit dem Ende ihrer Tenniskarriere in Wien lebt, 2016 Personalchefin bei T-Mobile Austria. Seit 2018 leitet sie den Bereich Human Resources und Technischer Support im Bundesrechenzentrum.

## Abschneiden bei Grand-Slam-Turnieren

### Einzel
| Turnier         | 1989 | 1990 | 1991 | 1992 | 1993 | 1994 | 1995 | 1996 | 1997 | 1998 | 1999 | Karriere |
| --------------- | ---- | ---- | ---- | ---- | ---- | ---- | ---- | ---- | ---- | ---- | ---- | -------- |
| Australian Open | 1    | 1    | 3    | —    | 2    | 1    | 1    | 3    | 1    | Q2   | Q2   | 3        |
| French Open     | —    | —    | —    | 2    | 1    | 3    | 1    | 1    | —    | —    | —    | 3        |
| Wimbledon       | —    | 3    | 1    | 1    | 1    | —    | 1    | 2    | —    | —    | —    | 3        |
| US Open         | —    | 2    | 1    | —    | 1    | 1    | 2    | 2    | —    | —    | —    | 2        |

Zeichenerklärung: S = Turniersieg; F, HF, VF, AF = Einzug ins Finale / Halbfinale / Viertelfinale / Achtelfinale; 1, 2, 3 = Ausscheiden in der 1. / 2. / 3. Hauptrunde; Q1, Q2, Q3 = Ausscheiden in der 1. / 2. / 3. Runde der Qualifikation; n. a. = nicht ausgetragen

### Doppel
| Turnier         | 1990 | 1991 | 1992 | 1993 | 1994 | 1995 | 1996 | 1997 | 1998 | 1999 | 2000 | Karriere |
| --------------- | ---- | ---- | ---- | ---- | ---- | ---- | ---- | ---- | ---- | ---- | ---- | -------- |
| Australian Open | 2    | 1    | —    | 1    | 1    | 1    | AF   | 1    | 1    | 1    | —    | AF       |
| French Open     | —    | 2    | 2    | 2    | 1    | 2    | 1    | —    | 1    | —    | 1    | 2        |
| Wimbledon       | —    | 1    | 1    | 2    | 1    | 1    | 1    | —    | 2    | —    | —    | 2        |
| US Open         | 1    | 2    | 1    | AF   | 1    | 2    | 1    | —    | AF   | —    | —    | AF       |

### Mixed
| Turnier         | 1991 | 1992 | 1993 | 1994 | 1995 | 1996 | 1997 | 1998 | 1999 | 2000 | Karriere |
| --------------- | ---- | ---- | ---- | ---- | ---- | ---- | ---- | ---- | ---- | ---- | -------- |
| Australian Open | —    | —    | —    | —    | —    | —    | —    | —    | 1    | —    | 1        |
| French Open     | 1    | —    | —    | —    | —    | —    | —    | —    | —    | 1    | 1        |
| Wimbledon       | AF   | —    | 1    | 2    | 1    | AF   | —    | —    | —    | —    | AF       |
| US Open         | —    | —    | —    | —    | —    | —    | —    | —    | —    | —    | —        |

## Veröffentlichungen
- Karin Kschwendt: Karriereverläufe ehemaliger Tennisprofis: Theorien, Studien und aktuelle Interviews. VDM Publishing, Saarbrücken 2008, ISBN 978-3-639-02482-1, S. 184. (zugleich Diplomarbeit an der FH Wiener Neustadt 2005)